# Rhoptromyrmex wroughtonii
Rhoptromyrmex wroughtonii é uma espécie de formiga do gênero Rhoptromyrmex, pertencente à subfamília Myrmicinae.